# Bristol (Tennessee)
Bristol es una ciudad ubicada en el condado de Sullivan en el estado estadounidense de Tennessee. Forma parte del área metropolitana de Kingsport, al igual que la ciudad hermana de Bristol (Virginia). En el Censo de 2010 tenía una población de 26702 habitantes y una densidad poblacional de 317,81 personas por km².

## Geografía

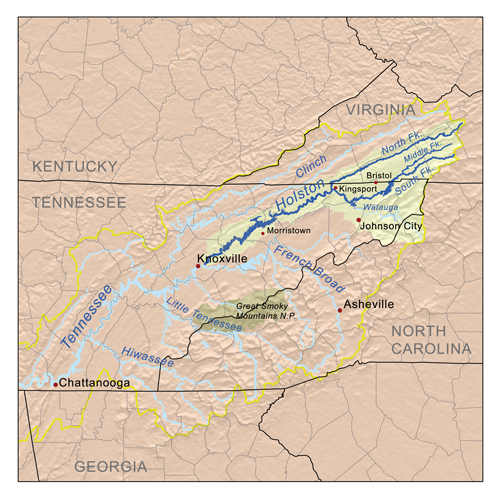
Mapa del río Holston donde aparece a la derecha Bristol

Bristol se encuentra ubicada en las coordenadas 36°33′32″N 82°13′1″O / 36.55889, -82.21694. Según la Oficina del Censo de los Estados Unidos, Bristol tiene una superficie total de 84.02 km², de la cual 83.65 km² corresponden a tierra firme y (0.44%) 0.37 km² es agua.

## Demografía
Según el censo de 2010, había 26702 personas residiendo en Bristol. La densidad de población era de 317,81 hab./km². De los 26702 habitantes, Bristol estaba compuesto por el 89.88% blancos, el 3.39% eran afroamericanos, el 0.31% eran amerindios, el 0.72% eran asiáticos, el 0.01% eran isleños del Pacífico, el 0.83% eran de otras razas y el 1.44% pertenecían a dos o más razas. Del total de la población el 1.88% eran hispanos o latinos de cualquier raza.